# Duffy's Tavern
Duffy's Tavern (Brasil: A Taverna de Duffy / Portugal: Carnaval de Estrelas) é um filme estadunidense de 1945, do gênero comédia musical, dirigido por Hal Walker e estrelado por Ed Gardner e Victor Moore. O roteiro mistura duas fórmulas surradas: o programa de rádio e o show repleto de astros e estrelas. Grande parte do elenco da Paramount comparece para cantar e/ou interpretar pequenos esquetes.
Originalmente uma comédia radiofônica de sucesso, comandada por Ed Gardner entre 1941 e 1951, a versão cinematográfica não foi bem recebida nem pelo público nem pela crítica.

## Sinopse
Michael O'Malley, proprietário de uma gravadora, está em dificuldades financeiras e é ajudado por Archie, o dono da taverna onde seus empregados vão relaxar. Paralelamente, sua filha Peggy começa um namoro com o soldado Danny Murphy.

## Elenco
| Ator/Atriz        | Personagem         |
| ----------------- | ------------------ |
| Ed Gardner        | Archie             |
| Victor Moore      | Michael O'Malley   |
| Marjorie Reynolds | Peggy              |
| Barry Sullivan    | Danny Murphy       |
| Barry Fitzgerald  | Pai de Bing Crosby |
| Bing Crosby       | Bing Crosby        |
| Betty Hutton      | Betty Hutton       |
| Paulette Goddard  | Paulette Goddard   |
| Alan Ladd         | Alan Ladd          |
| Dorothy Lamour    | Dorothy Lamour     |
| Brian Donlevy     | Brian Donlevy      |
| Veronica Lake     | Veroniica Lake     |
| Sonny Tufts       | Sonny Tufts        |